# Paris-Tours 2010
La 104e édition de la course cycliste Paris-Tours a lieu le dimanche 10 octobre 2010. Elle est remportée par Óscar Freire à une vitesse moyenne de 47,729 km/h. Le vent de dos très prononcé sur la grande majorité du parcours explique cette performance.

## Présentation

### Parcours
La côte du Pont Volant ayant été enlevée du parcours pour cause de travaux, la côte du Beau Soleil a été introduite. C'est la première des trois côtes dans le final. Suivent alors la côte de l'Épan et la côte du Petit Pas d'Âne. La course arrive pour l'avant-dernière fois sur l'avenue de Grammont, après 233 km de course depuis La Loupe,,,,.

### Participants
Liste de départ

#### Équipes
Paris-Tours étant une épreuve de classe 1.HC de l'UCI Europe Tour se déroulant en France, ses organisateurs peuvent y inviter des équipes ProTour dans la limite de 80 % des équipes participantes, des équipes continentales professionnelles, des équipes continentales françaises, et une équipe nationale française,. Vingt-cinq équipes sont présentes :
- 15 équipes ProTour : AG2R La Mondiale, Caisse d'Épargne, FDJ, Garmin-Transitions, Team Katusha, Lampre-Farnese Vini, Liquigas-Doimo, Omega Pharma-Lotto, Quick Step, Rabobank, Team Sky, Team HTC-Columbia, Team Milram, Team RadioShack, Team Saxo Bank
- 7 équipes continentales professionnelles : BBox Bouygues Telecom, BMC Racing, Cofidis, Saur-Sojasun, Skil-Shimano, Topsport Vlaanderen-Mercator, Vacansoleil
- 3 équipes continentales : BigMat-Auber 93, Bretagne-Schuller, Roubaix Lille Métropole

#### Favoris
Philippe Gilbert (Omega Pharma-Lotto), vainqueur en 2008 et 2009, pourrait devenir le premier coureur à remporter trois années d’affilée la classique des feuilles mortes.
De nombreux sprinteurs sont présents sur cette course. Citons notamment José Joaquín Rojas (Caisse d'Épargne), Yauheni Hutarovich (FDJ), Robbie McEwen (Team Katusha), Grega Bole (Lampre-Farnese Vini), Daniele Bennati, Francesco Chicchi (Liquigas-Doimo), Greg Van Avermaet (Omega Pharma-Lotto), Tom Boonen (Quick Step), Óscar Freire (Rabobank), Jimmy Casper (Saur-Sojasun), Matti Breschel (Team Saxo Bank), Gerald Ciolek (Team Milram), Gert Steegmans (Team RadioShack), Borut Božič et Romain Feillu (Vacansoleil).
Alessandro Ballan (BMC Racing), Yoann Offredo, Anthony Geslin (FDJ), Filippo Pozzato (Team Katusha) et Sylvain Chavanel (Quick Step) figurent également parmi les favoris,.

## Récit de la course
De nombreuses attaques ont lieu dans les premiers kilomètres, mais personne ne parvient à sortir. Au km 37, Jonas Aaen Jørgensen (Team Saxo Bank), Travis Meyer (Garmin-Transitions), Yuriy Krivtsov (AG2R La Mondiale) et Simon Geschke (Skil-Shimano) sortent du peloton, rejoints par Nikolas Maes (Quick Step), Aleksejs Saramotins (Team HTC-Columbia), Juan Antonio Flecha (Team Sky) et Laurent Pichon (Bretagne-Schuller). Les échappés prennent jusqu'à 4 minutes d'avance au km 70, puis le peloton réagit et maintient l'écart autour des 3 minutes.
Les Saur-Sojasun vont dynamiter le peloton, qui se scinde en trois groupes. Filippo Pozzato (Team Katusha) et Daniele Bennati (Liquigas-Doimo), notamment, sont piégés, mais le peloton va se reformer, et laisser les hommes de tête respirer un peu. En effet, l'écart, qui avait chuté à 2 minutes, repasse à 2 minutes et 45 secondes. Les Omega Pharma-Lotto et les Rabobank, assistés par les Team RadioShack, vont alors enclencher pour de bon la poursuite. Au km 190, l'avance des échappés n'est plus que de 1 minute 15 secondes.
Dans la côte de Crochu, Geschke et Maes font exploser le groupe de tête. Flecha et Saramotins sont à 10 secondes, tandis qu'un groupe de 8 coureurs rejoint le reste de l'échappée. À 15 km du but, on retrouve un groupe de huit à l'avant de la course : Geschke, Maes, Flecha et Saramotins, rejoints par Sébastien Hinault (AG2R La Mondiale), Geoffroy Lequatre (Team RadioShack), Jérémy Roy (FDJ) et Florian Vachon (Bretagne-Schuller). Dans la côte de Beau Soleil, Lequatre attaque et, alors que ses ex-compagnons sont repris, il parvient à maintenir un écart d'environ 20 secondes.
Mais, sur l'Avenue de Grammont, gêné par un fort vent de face, il perd inexorablement du terrain sur un peloton mené par les Vacansoleil et les Liquigas-Doimo. La jonction s'opère finalement à 400 m de la ligne. Romain Feillu (Vacansoleil) lance le sprint d'un peu trop loin, et c'est Óscar Freire (Rabobank) qui remporte sa 2e classique de la saison, après Milan-San Remo, devant Angelo Furlan (Lampre-Farnese Vini) et Gert Steegmans (Team RadioShack).

## Classement final
|    | Coureur            | Pays     | Équipe                       |    | Temps           |
| -- | ------------------ | -------- | ---------------------------- | -- | --------------- |
| 1  | Óscar Freire       | Espagne  | Rabobank                     | en | 4 h 52 min 54 s |
| 2  | Angelo Furlan      | Italie   | Lampre-Farnese Vini          | +  | m.t             |
| 3  | Gert Steegmans     | Belgique | Team RadioShack              |    | m.t             |
| 4  | Klaas Lodewyck     | Belgique | Topsport Vlaanderen-Mercator |    | m.t             |
| 5  | Yukiya Arashiro    | Japon    | BBox Bouygues Telecom        |    | m.t             |
| 6  | Romain Feillu      | France   | Vacansoleil                  |    | m.t             |
| 7  | Yoann Offredo      | France   | FDJ                          |    | m.t             |
| 8  | Wouter Weylandt    | Belgique | Quick Step                   |    | m.t             |
| 9  | Bernhard Eisel     | Autriche | Team HTC-Columbia            |    | m.t             |
| 10 | Sébastien Chavanel | France   | FDJ                          |    | m.t             |

## Course espoirs
Il s'agit de la 68e édition de Paris-Tours espoirs.
|    | Coureur           | Pays     | Équipe                  |    | Temps           |
| -- | ----------------- | -------- | ----------------------- | -- | --------------- |
| 1  | Jelle Wallays     | Belgique | Beveren 2000-Quick Step | en | 3 h 55 min 00 s |
| 2  | Romain Guillemois | France   | Vendée U                | +  | 0 s             |
| 3  | Thomas Welter     | France   | Chambéry CF             |    | 0 s             |
| 4  | Loïc Desriac      | France   | CC Étupes               |    | 0 s             |
| 5  | Jetse Bol         | Pays-Bas | Rabobank Continental    |    | 10 s            |
| 6  | Toms Skujiņš      | Lettonie | VC La Pomme-Marseille   |    | 16 s            |
| 7  | Joeri Stallaert   | Belgique | Jong Vlaanderen         |    | 16 s            |
| 8  | Jarl Salomein     | Belgique | Beveren 2000-Quick Step |    | 16 s            |
| 9  | Arnaud Démare     | France   | CC Nogent-sur-Oise      |    | 16 s            |
| 10 | Boris Zimine      | France   | CC Étupes               |    | 16 s            |